# Liste der Monuments historiques in Courcelles-lès-Gisors
Die Liste der Monuments historiques in Courcelles-lès-Gisors führt die Monuments historiques in der französischen Gemeinde Courcelles-lès-Gisors auf.

## Liste der Bauwerke
| Bezeichnung                       | Beschreibung                  | Standort | Kennzeichnung | Schutzstatus | Datum | Bild           |
| --------------------------------- | ----------------------------- | -------- | ------------- | ------------ | ----- | -------------- |
| Kirche Notre-Dame-de-l’Assomption |                               | (Lage)   | PA00114646    | Inscrit      | 1978  | weitere Bilder |
| Schlossruine                      | Erbaut ab dem 11. Jahrhundert | (Lage)   | PA60000016    | Inscrit      | 1998  | weitere Bilder |

## Liste der Objekte
| Bezeichnung                                            | Beschreibung                             | Standort                                        | Kennzeichnung | Schutzstatus | Datum | Bild |
| ------------------------------------------------------ | ---------------------------------------- | ----------------------------------------------- | ------------- | ------------ | ----- | ---- |
| Skulptur Madonna mit Kind                              | Stein, erste Hälfte des 14. Jahrhunderts | in der Kirche Notre-Dame-de-l’Assomption (Lage) | PM60000649    | Classé       | 1912  |      |
| Grabplatte für Etienne Bertian, Pfarrer von Courcelles | Stein, 1413                              | in der Kirche Notre-Dame-de-l’Assomption (Lage) | PM60000648    | Classé       | 1912  |      |
| Glocke                                                 | Bronze, 1557 gegossen                    | in der Kirche Notre-Dame-de-l’Assomption (Lage) | PM60000650    | Classé       | 1912  |      |